# کوبی اسمالدرز
جیکوبا فرانسیسکا ماریا کوبی اسمالدرز (به انگلیسی: Jacoba Francisca Maria "Cobie" Smulders) (زاده ۳ آوریل ۱۹۸۲) مدل و هنرپیشه کانادایی است. او بیشتر به خاطر بازی به عنوان یک از نقش‌های اصلی سریال شبکه سی‌بی‌اس آشنایی با مادر در نقش رابین شرباتسکی شناخته می‌شود.

## زندگی خصوصی

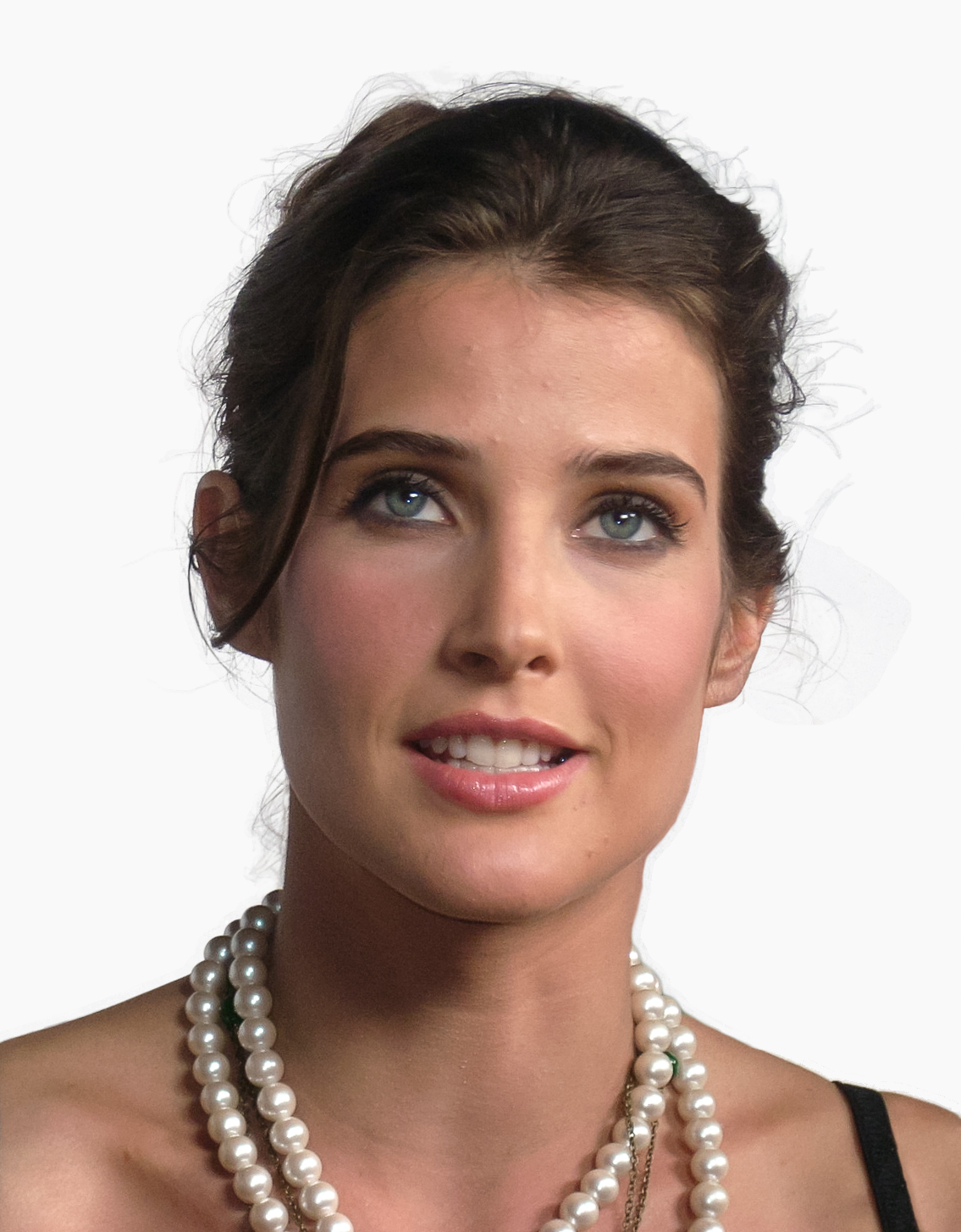
اسمالدرز در رویداد شبکه سی‌بی‌اس در سال ۲۰۰۸

اسمالدرز در ونکوور، بریتیش کلمبیا از پدری هلندی و مادری بریتانیایی زاده شد. نام او هم‌نام با عمهٔ پدری‌اش، جیکوبا انتخاب شد و به همین دلیل نام مستعار کوبی را کسب کرد.
در کودکی اسمالدرز می‌خواست که یک پزشک یا یک زیست‌شناس شود اما در نوجوانی نظر خود را تغییر داد و به هنرپیشگی علاقه نشان داد. او در سال ۲۰۰۰ دبیرستان را از دبیرستان لرد بینگ با عنوان شاگرد ممتاز به پایان رسانید. او بعداً به صورت بین‌المللی در محل‌هایی همچون نیویورک، پاریس، میلان، برلین، آتن، توکیو و آفریقا به مدل پرداخت. در مصاحبه‌ای اعلام کرد که از مدل بودن بدش می‌آید و تجاربش او را مردد کرده تا به صورت اصلی با بازیگری به پردازد. او در ۲۶ نوامبر ۲۰۰۸، همراه با دوست‌پسرش، تاران کیلام ازدواج کرد و در بهار ۲۰۰۹ فرزندی دختر، شایلین کیلام، به دنیا آورد. او در حال حاضر در لس آنجلس کالیفرنیا زندگی می‌کند.

### بیماری
هنگام فیلمبرداری فصل سوم سریال محبوب «چگونه با مادرت آشنا شدم» کوبی اسمولدرز دریافت که به سرطان تخمدان مبتلا شده‌است. با این وجود، او تصمیم گرفت که این موضوع را مانند یک راز پیش خود نگه دارد و در دو سال آینده چندین جراحی برای برداشتن بافت‌های آلوده انجام داد، تا اینکه در نهایت در مصاحبه‌ای در سال ۲۰۱۵ پرده از بیماری خود برداشت.
وی در این‌باره چنین گفت: «در هر دو تخمدان خود تومورهایی داشتم. سرطان به غدد لنفاوی من و بافت‌های مجاور سرایت کرده بود. فکر نمی‌کنم هیچ‌وقت احساس کنم از سرطان پاک شده‌ام. اکنون که ۵ سال است درمان شده‌ام، سعی می‌کنم به آن به چشم یک موضوع مثبت نگاه کنم و از آن درس بگیرم؛ و اگر بتوانم آگاهی‌دهنده باشم این کار را خواهم کرد».

## فعالیت‌های خیریه
کوبی اسمالدرز در سال ۲۰۱۴ به صورت داوطلبانه با سازمان حفاظت از اقیانوس‌های بین‌المللی در ساخت یک فیلم مشارکت کرد.

## فیلم‌شناسی
| فیلم      | فیلم                         | فیلم             | فیلم                  |
| سال       | فیلم                         | نقش              | توضیحات               |
| --------- | ---------------------------- | ---------------- | --------------------- |
| ۲۰۰۱      | آب‌نباتی از غریبه‌ها           | مارتینا          |                       |
| ۲۰۰۴      | سربلند                       |                  |                       |
| ۲۰۰۴      | مشکل مقدر                    | ماری             |                       |
| ۲۰۰۵      | تعطیلات طولانی               | اِلن              |                       |
| ۲۰۰۶      | فرار                         | برونت روانی      |                       |
| ۲۰۰۶      | دکتر معجزه‌ها                 | خانم پیترسون     |                       |
| ۲۰۰۷      | طوفان منتظر است              | انابلا دلورنزو   |                       |
| ۲۰۰۹      | اسلمین سلمون                 | تارا             |                       |
| ۲۰۱۱      | گرسروتز                      | کلیر             |                       |
| ۲۰۱۲      | انتقام جویان                 | ماریا هیل        |                       |
| ۲۰۱۳      | اهداکننده                    |                  |                       |
| ۲۰۱۴      | کاپیتان آمریکا: سرباز زمستان | ماریا هیل        |                       |
| ۲۰۱۴      | آن‌ها باهم آمدند              |                  |                       |
| ۲۰۱۵      | انتقام‌جویان: عصر اولتران     | ماریا هیل        |                       |
| ۲۰۱۶      | جک‌ریچر ۲                     | سرگرد سوزان ترنر |                       |
| ۲۰۱۹      | مرد عنکبوتی: دور از خانه     | ماریا هیل        |                       |
| تلویزیون  |                              |                  |                       |
| سال       | نام                          | نقش              | توضیحات               |
| ۲۰۰۲      | یگان مخصوص                   | زو               | اپیزود: آرزو          |
| ۲۰۰۲      | جرمیا                        | دبورا            | اپیزود: دزدان         |
| ۲۰۰۳      | ترو کالین                    | سارا وب          | اپیزود: "محافظ برادر" |
| ۲۰۰۳–۲۰۰۴ | وریتاس                       | ژولیت درویل      | ۱۳ اپیزود             |
| ۲۰۰۴      | اسمالویل                     | شنون بل          | اپیزود: "Bound"       |
| ۲۰۰۵      | آندرومدا                     | همسر راد         | اپیزودهای اول و دوم   |
| ۲۰۰۵      | حرف ال                       | لی اوستین        | ۴ اپیزود              |
| ۲۰۰۵–۲۰۱۴ | آشنایی با مادر               | رابین شرباتسکی   | نقش اصلی              |
| ۲۰۱۰      | چطور در آمریکا موفق بشویم    | هیلی             |                       |
| ۲۰۱۹      | Stumptown                    | دکس              | نقش اصلی              |